# Лейтман, Леонид Григорьевич
Леонид Григорьевич Лейтман (род. 2 августа 1931) — советский фехтовальщик и тренер, заслуженный тренер СССР. Мастер спорта СССР (1955).

## Карьера
Окончил московскую школу № 59. Занимался фехтованием, специализировался на сабле.
Серебряный призёр чемпионата мира 1957 года в командной сабле.
По окончании карьеры занимался тренерской и судейской работой. Заслуженный тренер СССР, судья международной категории.

## Список работ
- Лейтман Л. Г. Быстрота, техника, вариативность // Физкультура и спорт. — 1958. — № 4. — С. 30—31.
- Лейтман Л. Г. Выиграли молодые // Спорт. жизнь России. — 1959. — № 6. — С. 13.
- Лейтман Л. Г. Золотые клинки // Спорт. жизнь России. — 1961. — № 11. — С. 2 вкл.
- Лейтман Л. Г. На чёрного горбыля // Спорт. жизнь России. — 1962. — № 7. — С. 16.
- Лейтман Л. Г. Три атаки Мидлера // Спорт. жизнь России. — 1958. — № 3. — С. 17.
- Лейтман Л. Г. Атака броском, выполняемая П. Ковачем // Теория и практика физ. культуры. — 1960. — Т. XXIII. — Вып. 5. — С. 379—380.
- Лейтман Л. Г. О технике передвижения фехтовальщика // Теория и практика физ. культуры. — 1963. — № 4. — С. 69—72.
- Лейтман Л. Г. Фехтование — юным / Лейтман Л. Г., Пономарева А. М., Родионов А. В. — М.: ФиС, 1967. — 151 с.: ил.
- Аркадьев В. А., Пономарев А. Н., Лейтман Л. Г. Ступени мастерства фехтовальщика. — М.: Физкультура и спорт, 1975. — 294 с.
- Лейтман Л. Г. Мушкетёры Сетуни.